# Saint-Benoît-sur-Loire
Saint-Benoît-sur-Loire település Franciaországban, Loiret megyében. Lakosainak száma 1993 fő (2022. január 1.). Saint-Benoît-sur-Loire Bonnée, Germigny-des-Prés, Guilly, Saint-Martin-d’Abbat, Saint-Père-sur-Loire, Sully-sur-Loire és Bray-Saint-Aignan községekkel határos.

## Népesség
A település népessége az elmúlt években az alábbi módon változott:
| Lakosok száma | 1597 | 1925 | 1880 | 1972 | 2066 | 2055 | 2030 | 2004 | 2004 | 1993 |
|               | 1968 | 1982 | 1990 | 2006 | 2013 | 2015 | 2017 | 2019 | 2020 | 2022 |